# Sphodromantis
Sphodromantis es un género de las mantis, de la familia Mantidae. Es originario de África, la península arábiga y el sur de la península ibérica.

## Especies
Se reconocen las siguientes:
- S. abessinica Sjostedt, 1930
- S. aethiopica La Greca & Lombardo, 1987
- S. annobonensis Llorente, 1968
- S. aurea Giglio-Tos, 1917
- S. baccettii La Greca & Lombardo, 1987
- S. balachowskyi La Greca, 1967
- S. biocellata Werner, 1906
- S. centralis Rehn, 1914
- S. citernii Giglio-Tos, 1917
  - Sphodromantis citernii citernii
  - Sphodromantis citernii kenyana
- S. congica Beier, 1931
- S. conspicua La Greca, 1967
- S. elegans Sjostedt, 1930
- S. elongata La Greca, 1969
- S. fenestrata Giglio-Tos, 1912
- S. gastrica Stal, 1858
- S. gestri Giglio-Tos, 1912
- S. giubana La Greca & Lombardo, 1987
- S. gracilicollis Beier, 1930
- S. gracilis Lombardo, 1992
- S. hyalina La Greca, 1955
- S. kersteni Gerstaecker, 1869
- S. lagrecai Lombardo, 1990
- S. lineola Burmeister, 1838
- S. obscura Beier & Hocking, 1965
- S. pachinota La Greca & Lombardo, 1987
- S. pardii La Greca & Lombardo, 1987
- S. pavonina La Greca, 1956
- S. pupillata Bolivar, 1912
- S. quinquecallosa Werner, 1916
- S. royi La Greca, 1967
- S. rubrostigma Werner, 1916
- S. rudolfae Rehn, 1901
  - Sphodromantis rudolfae andreinii
  - Sphodromantis rudolfae rudolfae
- S. splendida Hebard, 1920
- S. tenuidentata Lombardo, 1992
- S. transcaucasica Kirby, 1904
- Sphodromantis trimacula
- S. viridis Forskal, 1775
  - Sphodromantis viridis barbara
  - Sphodromantis viridis meridionales
  - Sphodromantis viridis occidentalis
  - Sphodromantis viridis simplex
  - Sphodromantis viridis viridis